# Lissotriton helveticus
Lissotriton helveticus е вид земноводно от семейство Саламандрови (Salamandridae). Видът не е застрашен от изчезване.

## Разпространение
Разпространен е в Белгия, Великобритания, Германия, Испания, Люксембург, Нидерландия, Португалия, Франция, Чехия и Швейцария.